# Hirokazu Kobayashi
Hirokazu Kobayashi (小林 裕和; 14. veljače 1929. – 28. kolovoza 1998.), japanski majstor borilačkih vještina, osnivač škole Kobayashi aikido. Izravni je učenik Moriheija Ueshibe. Nositelj je 8. Dana u aikidu.

## Životopis
Već do sedme godine života Kobayashi je vježbao karate, kendo i džudo. S 15 godina bio je stacioniran kao pilot kamikaza na nosaču aviona. Kada je došlo do njegovog razmještanja, tehnička greška spriječila je da njegov avion poleti. Preostali članovi njegovog leta su poginuli. Prije nego što je mogao doći do sljedeće „posljednje razmještenosti“, podmornica je oborila nosač aviona, koji je nakon toga potonuo. Kobayashi je bio jedan od rijetkih preživjelih. Nakon što je četiri dana ostao u vodi s ozljedama, spašen je.
Godine 1946. instruktor karatea mu je dao pismo preporuke za Moriheija Ueshibu. S ovim je pismom otputovao u Tokio, kako bi naučio aikido. Kobayashi je postao prijatelj s Morihiro Saitom, s kojim je dijelio ulogu asistenta Moriheiju Ueshibi. Saito je od Ueshibe uglavnom bio tražen kao asistent, dok je Ueshibi Kobayashi bio asistent za mač. Iz tog razloga se Kobayashi osjećao uvijek izuzetno povezanim s mačem. 
U Tokiju je Kobayashi ostao ukupno oko devet godina. Godine 1954. preselio se u Osaku. Morihei Ueshiba je dolazio skoro svaki mjesec u Osaku, kako bi držao desetodnevnu nastavnu obuku. Kobayashi je bio glavni instruktor u Kansai 1970. godine, i obično je asistirao Ueshibi kad god je posjetio Kansai. 
Godine 1957. godine Kobayashi je počeo vježbati potpuno samostalno aikido. Ako nije bio u pratnji Ueshibe, predavao je na sveučilištima u Osaki i Kobeu. Godine 1964. nagrađen je 7. Danom. Ueshiba ga je ove godine prvi put pitao da podučava aikido u Europi. Do 1996. Kobayashi je svake godine nekoliko tjedana posjećivao Europu. Redovno je održavao seminare u Francuskoj, Švicarskoj, Belgiji, Italiji, Njemačkoj i Nizozemskoj.
Njegove tehnike opisane su kao vrlo kratke, snažne i precizne, sa što manje kretanja. Njegove tehnike hvatova sastojale su se od "Meguri" - fleksibilnost i rotiranje zgloba stvarajući suptilne spojne točke što daje maksimalni rezultat uz minimalni nivo napora.
Kobayashi je imao dobar odnos s Kenji Tomikijem, osnivačem Shodokan aikida. Dana,  10. listopada 1969. Kobayashi je pozvao Tomikija u Osaku, gdje je ovaj na kratkom seminaru predstavio takmičarski aikido studentima sa šest lokalnih sveučilišta. U aikido krugovima postojalo je trenje u vezi s takmičarskim aikidom, jer niko nije znao Tomikijeve teorije ili suštinu njegovog aikida. Kobayashi se sastao s Tomikijem kako bi pokušao razumjeti njegove tehnike i njegove namjere. Predložio je da Tomiki pokaže aikido studentima kao najbolji način da svi shvate.
Jedan od Tomikijevih instruktora, Tetsuro Nariyama, došao je u Osaku sa Sveučilišta Kokushikan i proveo šest godina kao Kobayashijev uči-deši. Nariyama je predavao na Shodokan Honbu dođou, ali istovremeno je učio od Kobayashija, koji je predavao na sveučilištima u tom području. Pratio je Kobayashija na predavanjima i imao priliku upoznati studente s randori.

## Vanjske povezice
- Hirokazu Kobayashi